# San Giorgio (azienda)
La San Giorgio (o “Società anonima italiana per la costruzione di automobili marittime e terrestri”) è stata una casa automobilistica italiana attiva tra il 1905 e il 1909.

## Storia

### Le origini
Fondata a Sestri Ponente nel 1905 con il nome di "San Giorgio - Società anonima italiana per la costruzione di automobili marittime e terrestri", inizia la sua attività con costruzione di autovetture e di carrozze ferroviarie. 
La società era di proprietà della famiglia Odero, proprietaria dei Cantieri Odero di Genova. Dalle officine San Giorgio uscirono un centinaio di autovetture, tutte dotate di motori costruiti su licenza Napier.
Dopo aver esordito nei saloni dell'automobile di Torino e Milano con alcuni modelli, l'azienda decide di aprire altri due stabilimenti per la produzione di veicoli industriali: uno a La Spezia e l'altro a Pistoia.

### Chiusura dell'attività automobilistica
Dopo un avvio molto soddisfacente la crisi economica del 1907 colpì l'azienda soprattutto per colpa dei dazi doganali con la Gran Bretagna dalla quale importava importanti componenti: l'andamento delle vendite sfavorevoli portò alla chiusura del ramo automobilistico dell'azienda nel 1909.

### Evoluzione aziendale
Successivamente la San Giorgio si specializzò nella produzione di dispositivi ottici, nella progettazione di strumenti di precisione e nell'elettromeccanica. Tra questi venivano fabbricati telemetri a coincidenza e stereotelemetri in dotazione alla Regia Marina ed ampiamente impiegati sulle navi da guerra italiane nel corso della seconda guerra mondiale. All'inizio della prima guerra mondiale l'azienda contava già 3000 dipendenti.
Negli anni l'azienda subirà ancora altre evoluzioni più o meno radicali, sia nella produzione sia nella proprietà, fino a giungere ai tempi moderni con il nome di Leonardo.

## Modelli
Il suo modello principale fu la 50-60 HP dotata di un motore a 6 cilindri da 7996 cm cubici che sviluppava 45 CV di potenza.